# Cabinda (tỉnh)
Tỉnh Cabinda là một tỉnh của Angola, giáp biên giới với bang Kouilou của Cộng hòa Congo và tỉnh Bas-Congo của CHDC Congo. Tỉnh Cabinda là một tỉnh nằm ở một vùng đất lọt bên ngoài Angola, một tình trạng mà đã bị tranh chấp bởi nhiều tổ chức chính trị trong lãnh thổ. Tỉnh lỵ đóng ở Cabinda. Tỉnh được chia thành bốn khu tự quản Belize, Buco Zau, Cabinda và Cacongo.
Cabinda ngày nay là kết quả của một sự hợp nhất của ba vương quốc: N'Goyo, Loango và Kakongo. Tỉnh có diện tích 7.823 km² (3020 sq mi) và dân số của 357.576 người (ước tính năm 2006). Theo số liệu thống kê năm 1988 của Chính phủ Hoa Kỳ , tổng dân số của tỉnh là 147.200 người, với 50% là thị dân và 50% là nông dân.
Cabinda là tách ra khỏi phần còn lại của Angola bởi một dải hẹp của lãnh thổ thuộc nước CHDC Congo, giới hạn các tỉnh ở phía nam và phía đông. Cabinda được bao bọc ở phía bắc Cộng hòa Congo (Congo-Brazzaville), và phía tây giáp Đại Tây Dương. Tiếp giáp với bờ biển là một số trong các mỏ dầu khí ngoài khơi lớn nhất trên thế giới. Công tác thăm dò dầu khí bắt đầu vào năm 1954 bởi Công ty Dầu Cabinda Vịnh, khi lãnh thổ dưới sự cai trị của Bồ Đào Nha. Cabinda cũng sản xuất gỗ, cà phê, ca cao, cao su và các sản phẩm dầu cọ, tuy nhiên, sản xuất dầu khí chiếm hầu hết các sản phẩm quốc nội của Cabinda. Cabinda sản xuất 700.000 thùng dầu (111.000 m3) dầu thô mỗi ngày. Dầu Cabinda có liên quan với Sonangol, Agip Angola Lda (41%), Chevron (39,2%), Total (10%) và Eni (9,8%).
Năm 1885, Hiệp ước Simulambuco thành lập trong Cabinda một nước bảo hộ của Bồ Đào Nha và một số phong trào độc lập Cabindan xem xét việc chiếm đóng lãnh thổ Angola bất hợp pháp. Trong khi Nội chiến Angola phần lớn kết thúc vào năm 2002, một cuộc đấu tranh vũ trang kéo dài trong vùng đất lọt Cabinda, nơi mà một số các phe phái đã công bố một nước Cộng hòa độc lập Cabinda, với các văn phòng tại Paris.